# Wahrschau am Mittelrhein

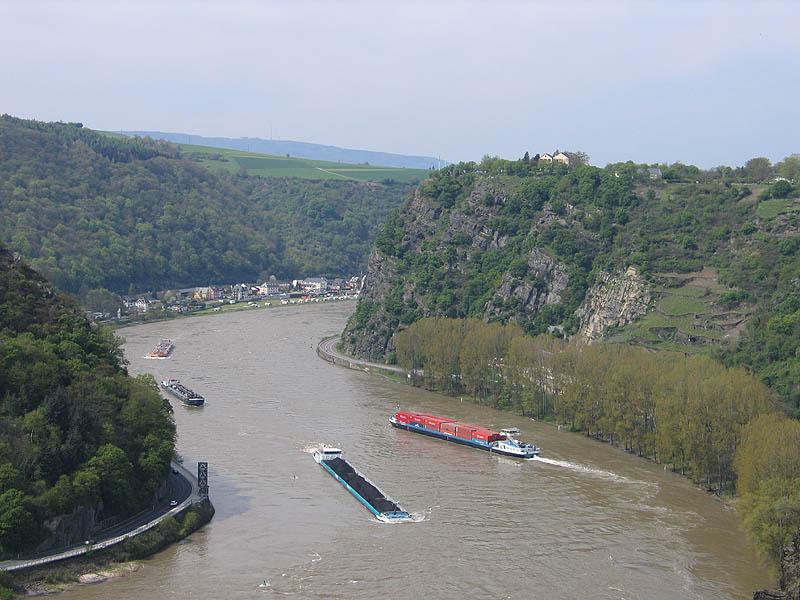
Schiffsverkehr an der Rheinkurve um die Loreley (Bildmitte). Das mit roten Containern beladene Schiff fährt talwärts, die anderen bergwärts. Am linken Ufer ist die Signalstelle C Am Betteck zu sehen.

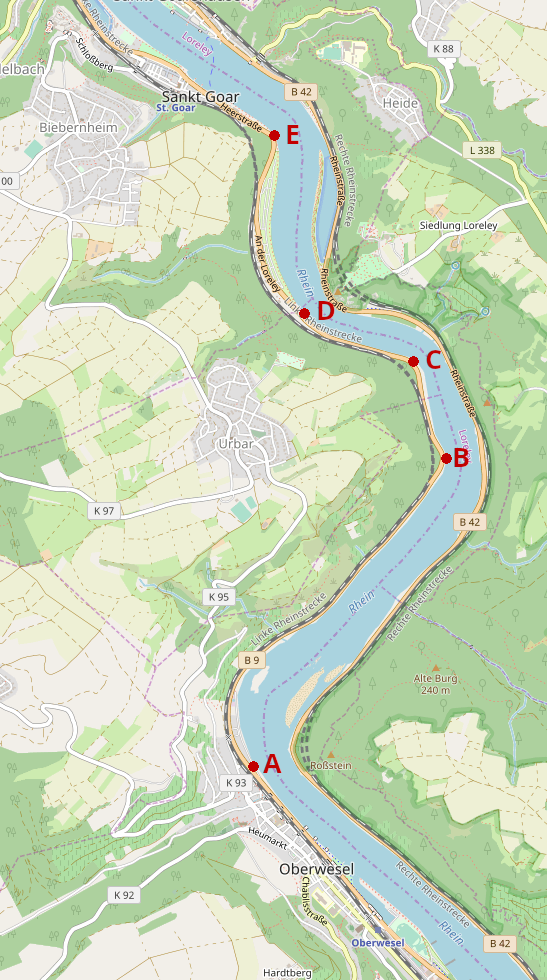
Wahrschaustrecke mit Lage der fünf Signalstellen

Die Wahrschau am Mittelrhein ist ein System von Signalanlagen auf dem knapp 7 km langen Abschnitt des Mittelrheins zwischen Oberwesel und St. Goar, das den Schiffsverkehr dort steuert, indem es Binnenschiffer über den Gegenverkehr informiert. Der Rhein ist hier sehr schmal, hat eine starke Strömung und weist einige Untiefen und enge Flussbiegungen auf. Der Sicht- und Funkkontakt zwischen  entgegenkommenden Schiffen ist daher erheblich beeinträchtigt und reicht allein nicht aus, um Gefahrensituationen zu vermeiden.
Der Begriff Wahrschauen bedeutet in der See- und Binnenschifffahrt „Achtung“ oder „Vorsicht“ gebieten. 

## Geschichte
Bereits Mitte des 19. Jahrhunderts wurden die Kapitäne der Rheinschiffe von speziellen Wahrschaustationen vor möglichen Gefahren gewarnt. 1972 wurde auf Lichtsignalanlagen umgerüstet, die zunächst von den Signalstellen Bankeck, Betteck und Ochsenturm aus bedient wurden. Seit 1993 werden die Signalstellen zentral gesteuert, eine Überwachung an den drei Stationen war aber zunächst noch nötig, bis 1997 die Radarüberwachung in Betrieb genommen wurde und die Revierzentrale Oberwesel, eine Betriebsstelle des Wasser- und Schifffahrtsamtes Bingen, auch die gesamte Überwachung übernahm.

## Strecke Oberwesel – Sankt Goar

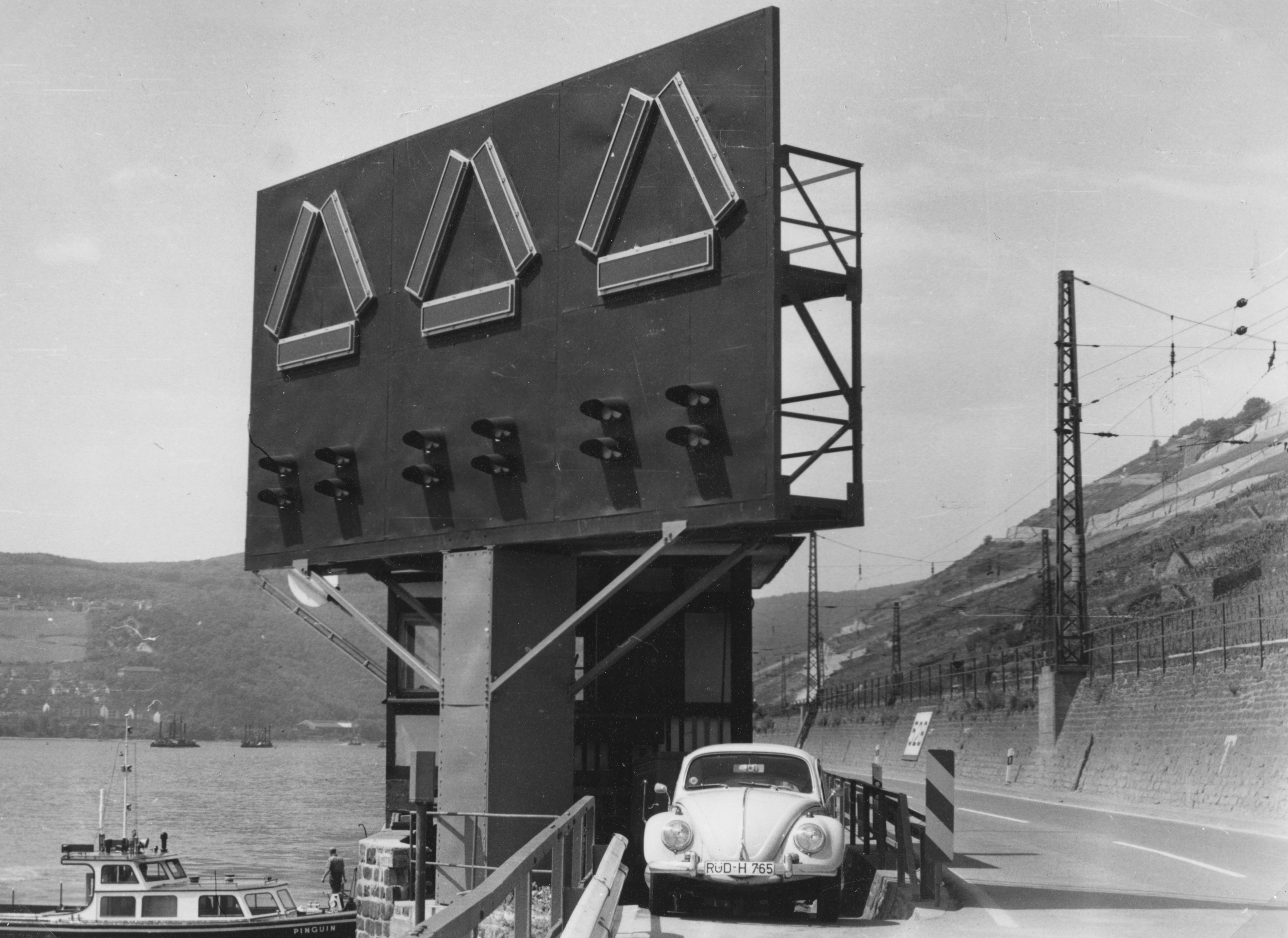
Vorsignal gegenüber der Kraus-Aue bei Rüdesheim 1972

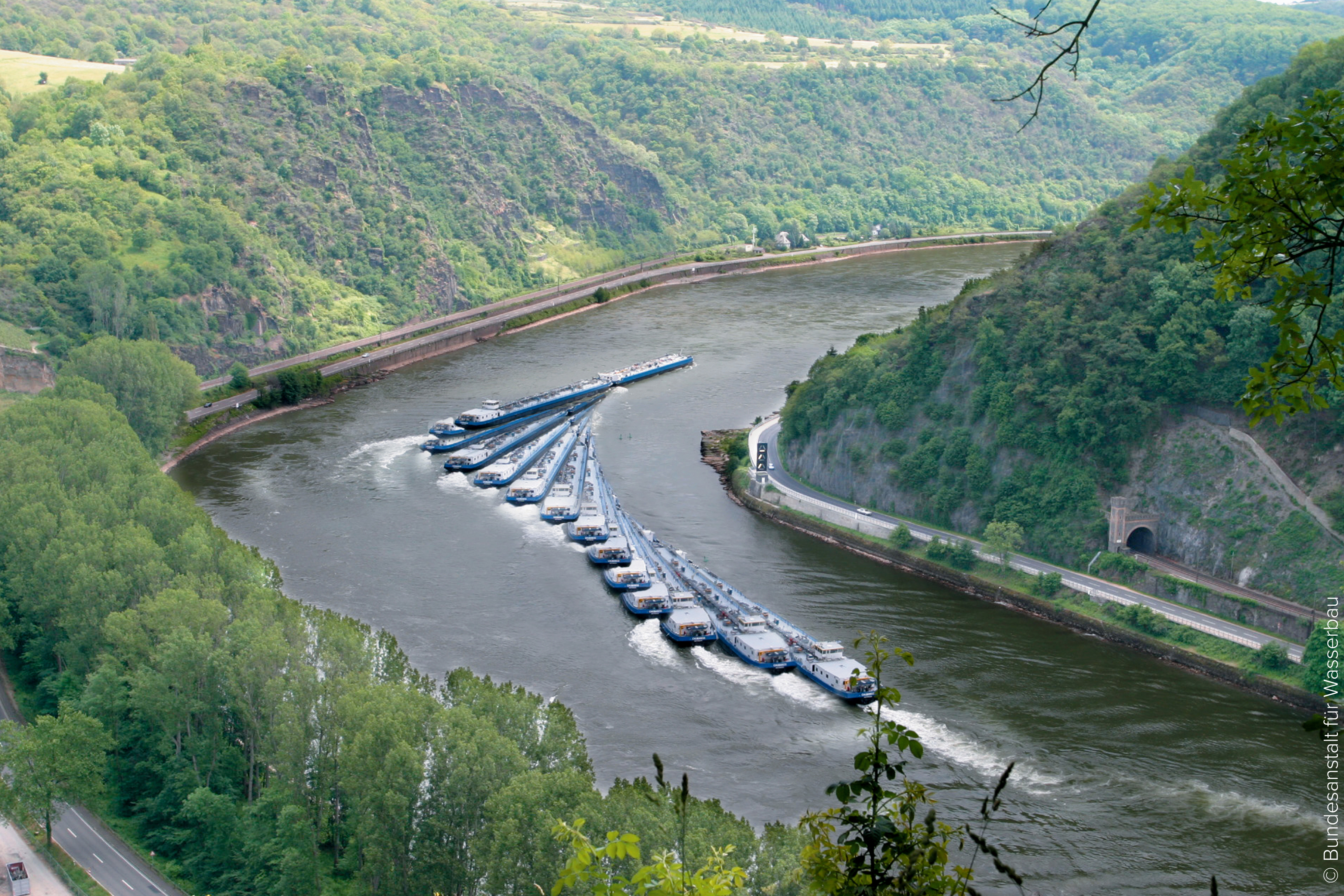
Raumbedarf eines Schubverbands bei Kurvenfahrt am Betteck (C), Aufnahme der Bundesanstalt für Wasserbau

Auf der Strecke zwischen Oberwesel und Sankt Goar wird seit 1972 der Schiffsverkehr mit Lichtsignalanlagen nach § 12.02 der Rheinschifffahrtspolizeiverordnung (RheinSchPV) geregelt. Davor wurden die Schiffer mit Flaggensignalen „gewahrschaut“. 
Ursprünglich war eine fünf Kilometer lange Strecke zwischen Oberwesel und Sankt Goar in vier Wahrschauabschnitte unterteilt. Seit der Änderung der RheinSchPV vom 29. November 2012 gibt es nun mit Wirkung vom 1. Dezember 2013 auf ca. sieben Kilometer sieben neu gegliederte Abschnitte:
1. km 548,50 – km 549,50,
2. km 549,50 – km 550,57,
3. km 550,57 – km 551,30, Ochsenturm Oberwesel bis unterhalb Tauberwerth
4. km 551,30 – km 552,40, Tauber Werth bis oberhalb Geisenrücken (Felsen in der Flussmitte und Fahrwasserteilung)
5. km 552,40 – km 553,60, Geisenrücken bis Betteck
6. km 553,61 – km 554,34, Betteck bis Loreley
7. km 554,34 – km 555,43, Loreley bis Bankeck.

Schiffe, die in die Wahrschaustrecke einfahren, müssen sich über Funk bei der Revierzentrale melden. Diese stellt dann entsprechend der Schiffsgröße die Signale für die Bereiche, die die Schiffe durchfahren. Die Bergfahrt meldet sich unterhalb des Bankecks und die Talfahrt oberhalb des Ochsenturms. Vor dem Umfahren des Bankecks und des Bettecks müssen die Bergfahrer gegebenenfalls die Talfahrt abwarten.
Die Talfahrt ist in diesem Abschnitt und vorangehend bereits ab Bingen (km 530) nachts nur Fahrzeugen mit Radar erlaubt.

## Signalstellen
Die Signalstellen befinden sich alle am linken (also westlichen) Ufer, werden von der Revierzentrale in Oberwesel gesteuert und mit vier Landradarstationen überwacht. Die Zentrale ist über UKW-Kanal 18 erreichbar und rund um die Uhr besetzt. Die Radarstationen befinden sich in Oberwesel, gegenüber dem Kammereck, gegenüber der Loreley und an der Signalstation E An der Bank.
| Signalstelle | Standort                             | Fluss-km | sichtbar für | zeigt an |
| ------------ | ------------------------------------ | -------- | ------------ | --- |
| A            | Am Ochsenturm                        | 550,57   | Talfahrt     | weißes Licht: Talfahrt frei zusätzlich ein weißes Blinklicht: Verband von über 110 Meter Länge passiert Tauberwerth zu Berg 2 rote Lichter: Talfahrt gesperrt |
| A            | Am Ochsenturm                        | 550,57   | Bergfahrt    | Talfahrt oberhalb auf zwei Signalfeldern |
| B            | Am Kammereck                         | 552,80   | Talfahrt     | weißes Licht: Verband von über 110 Meter Länge passiert das Betteck zu Berg 2 rote Lichter: Talfahrt gesperrt                                                 |
| C            | Am Betteck                           | 553,61   | Bergfahrt    | Talfahrt in den Abschnitten 3 bis 5 auf drei Signalfeldern |
| D            | Gegenüber der Loreley (Lützelsteine) | 554,34   | Bergfahrt    | Talfahrt in den Abschnitten 4 bis 6 auf drei Signalfeldern 2 rote Lichter: Bergfahrt gesperrt                                                                 |
| E            | Bankeck                              | 555,43   | Bergfahrt    | Talfahrt in den Abschnitten 6 und 7 auf zwei Signalfeldern 2 rote Lichter: Bergfahrt gesperrt                                                                 |

Die Signalfelder zeigen mit ein bis drei leuchtenden Balken den entgegenkommenden Verkehr in den jeweiligen Abschnitten an. Dabei ist das unterste Signalfeld dem nächstliegenden Abschnitt zugeordnet; die darüber liegenden jeweils den weiter entfernt liegenden:
|                |                                           |                                                                           |                                       |
| Keine Talfahrt | Mindestens 1 Einzelfahrer bis 110 m Länge | Mindestens 1 Einzelfahrer über 110 m Länge oder 1 Verband bis 110 m Länge | Mindestens 1 Verband über 110 m Länge |

### Beispiele
|  | Signalstelle E An der Bank bei St. Goar für die Bergfahrt mit Lotsenmuseum. Angezeigt wird: Mindestens ein zu Tal kommender Einzelfahrer bis 110 m in Abschnitt 7 sowie mindestens ein Talfahrer über 110 m oder ein Verband bis 110 m in Abschnitt 6. |
|  | Signalstelle C Am Betteck für die Bergfahrt. Angezeigt wird: mindestens ein Talfahrer bis 110 m in Abschnitt 5 (gemeint ist das Schiff links im Bild), keine Talfahrt in den Abschnitten 4 und 3.                                                      |

## Wahrschau 1910
In der Rheinschiffahrts-Polizeiverordnung von 1910 ist die Wahrschau auf der Strecke von Bingen bis Sankt Goar geregelt. Wahrschauer waren an folgenden Stellen eingerichtet:
- am Binger Loch auf dem Mäuseturm, siehe Wahrschau im Mäuseturm
- gegenüber dem Mäuseturm an der Zollmauer, zur Anmeldung der von Rüdesheim zu Tal fahrenden Flöße
- an der Wirbelley
- unterhalb des Ochsenturms
- am Kammereck
- am Betteck
- gegenüber der Loreley
- am Bankeck.

Die zu Berg fahrenden Schiffe wurden durch Aufziehen von Flaggen oder Körben auf die Talfahrt aufmerksam gemacht:
- ein Schiff wurde mit einer roten Flagge angekündigt
- ein Schleppzug mit einer weißen Flagge
- ein Floß mit einer weißen und einer roten Flagge.

Die Wahrschauer für das zweite Fahrwasser am Binger Loch und für das linksseitige Fahrwasser oberhalb des Kammerecks zeigten anstelle der Flaggen gleichfarbige Körbe.
Wenn am Betteck oder am Bankeck neben der gewöhnlichen Flagge noch eine kleine rote Flagge gezeigt wurde, bedeutete dies, dass sich der angekündigte Talfahrer in Sicht des Wahrschaupostens befindet.
- Eine weitere Wahrschaustation, die mit Unterbrechungen bis 1947 in Betrieb war, befand sich in Pfaffendorf ca. 2 km vor der Koblenzer Schiffbrücke. Wenn die Schiffbrücke offen war, gab die Station per Fahne den Schiffen die Durchfahrt frei.

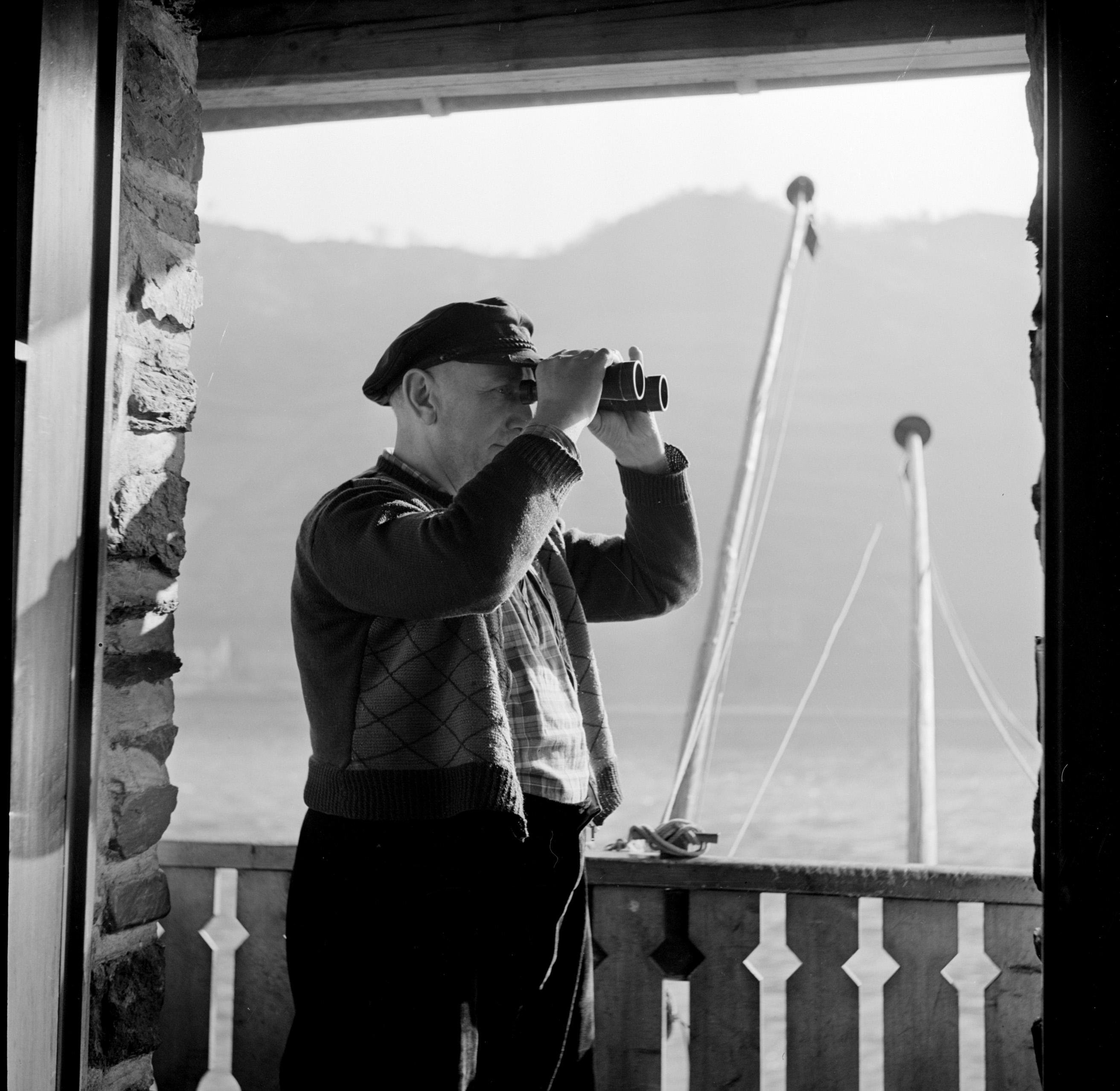
Wahrschauer am Bankeck, 1. April 1955
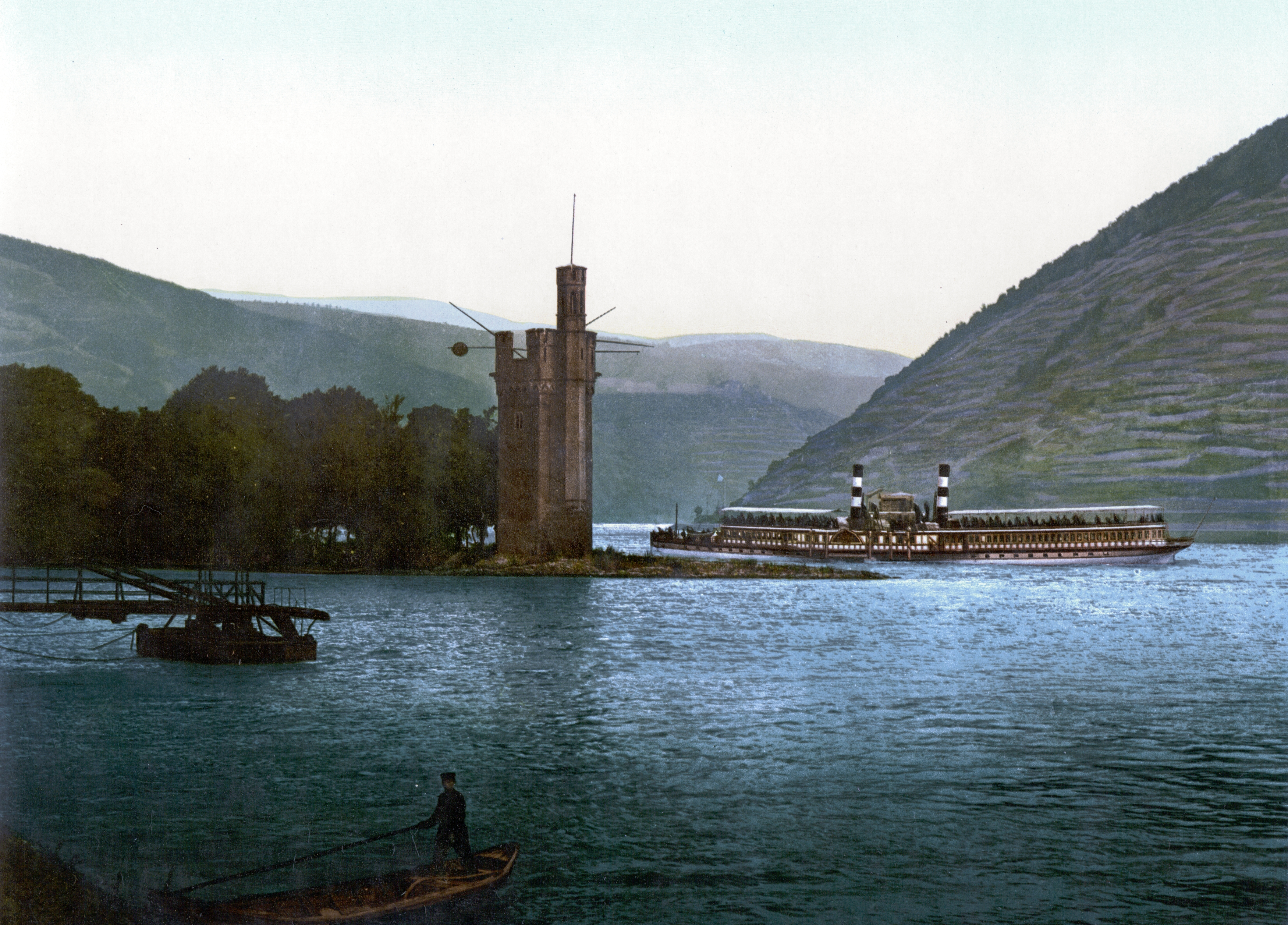
Mäuseturm 1910 mit Flaggenstöcken für die Wahrschau
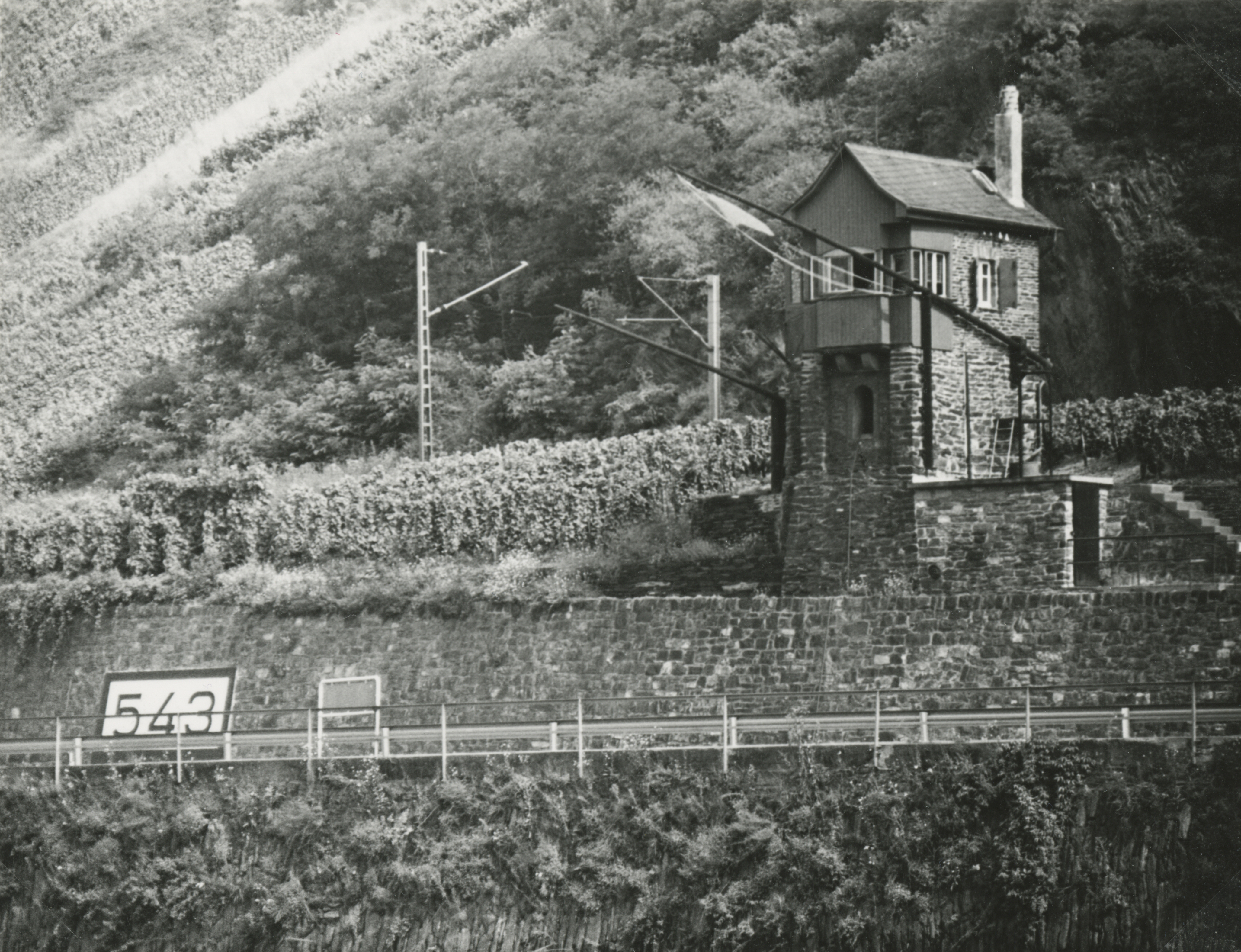
Wahrschaustation Wirbelley bei Lorchhausen 1969
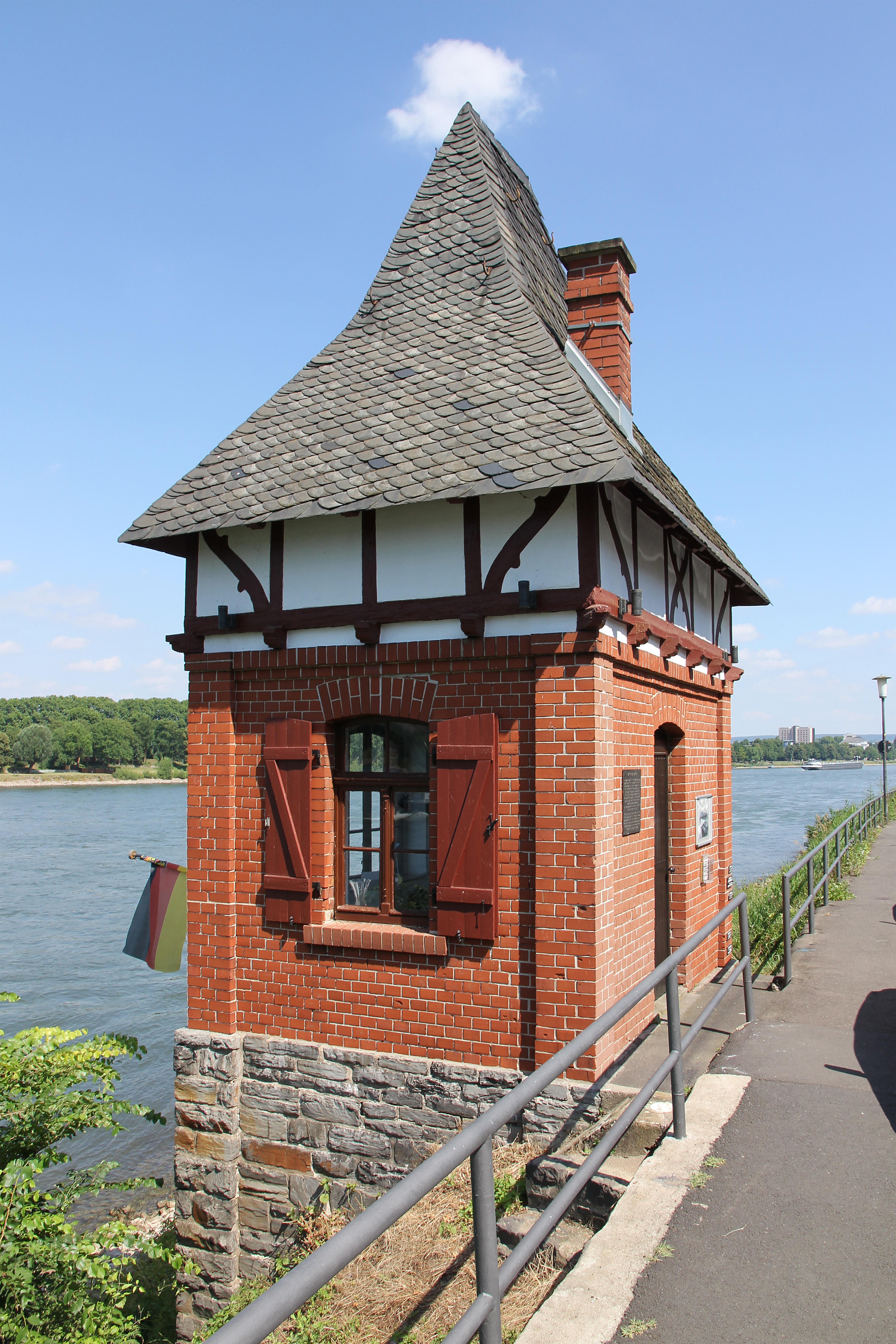
Die Wahrschaustation in Koblenz-Pfaffendorf